# Jaouad Achab
Jaouad Achab (Tangeri, 20 agosto 1992) è un taekwondoka belga.

## Palmarès
- Mondiali

Cheliábinsk 2015: oro nei 63 kg.
Manchester 2019: bronzo nei 63 kg.
- Europei

Baku 2014: oro nei 63 kg.
Montreux 2016: oro nei 63 kg.
Sofia 2021: bronzo nei 63 kg.
- Universiadi

Gwangju 2015: oro nei 63 kg.